# Magyar Műszaki és Közlekedési Múzeum
A Magyar Műszaki és Közlekedési Múzeum 2009-ben alakult meg a Közlekedési Múzeum és az Országos Műszaki Múzeum összevonásával. 
A múzeum összesen 8 kiállítóhellyel rendelkezik: 
Budapesten:
- Közlekedési Múzeum
- Repüléstörténeti és Űrhajózási Állandó Kiállítás
- Öntödei Múzeum
- Elektrotechnikai Múzeum
- Műszaki Tanulmánytár

Vidéken:
- Alumíniumipari Múzeum Székesfehérváron
- Magyar Vegyészeti Múzeum Várpalotán a Thury-várban
- Kohászati Múzeum Miskolcon